# أحمد بوقرة الوافي
أحمد بوقرة الوافي ( 15 أكتوبر 1898 - 18 أكتوبر 1959)،(1) رياضي جزائري فرنسي، فاز بالماراثون الأولمبي لعام 1928. يعد أول رياضي عربي(2) ينال الميدالية الذهبية في الألعاب الأولمبية.

## حياته

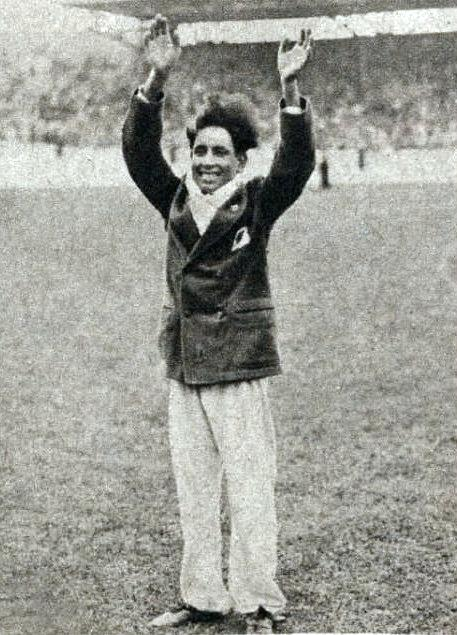
الوافي في منتصف 1920.

### البدايات
وُلد أحمد بوقرة الوافي(3) يوم 15 أكتوبر/تشرين الأول 1898 بمدينة أولاد جلال بالصحراء الجزائرية، أثناء الاستعمار الفرنسي، وقد أجبر على أداء الخدمة العسكرية الفرنسية ضمن فوج المشاة السنغالي الخامس والعشرون، وشارك في صفوفها في الحرب العالمية الأولى، وبعد نهاية الحرب في عام 1918، تجند بوقرة رسميًا في الجيش الفرنسي على الحدود الألمانية، حيث لاحظ الضابط المسؤول، الملازم «فاكير» (بالفرنسية: Vaquer) قدراته البدنية الكبيرة في رياضة الجري، فقرر إرساله في عام 1923، إلى العاصمة باريس للمشاركة في بطولة رياضية عسكرية في فرنسا.

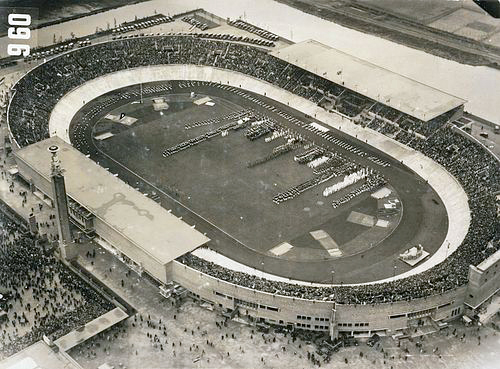
الملعب الأولمبي بأمستردام الذي شهد وصول الوافي منتصرًا.

بعد مشاركته في المسابقات الرياضية العسكرية، انضم بوقرة الوافي لنادي باريس جان بوين لألعاب القوى،(5) حيث شارك في سباقات الـ15 كلم والـ25 كلم والـ30 كلم، في شهري مايو ويونيو على 1924 التوالي واحتل في كل مرة المركز الثاني خلف البطل الفرنسي جان بابتيست مانهيس، واستطاع التفوق عليه في سباق الماراثون للبطولة الفرنسية بتوقيت 2 سا 50 د 52 ثا 8، فاختير كليهما لتمثيل فرنسا في ماراثون الألعاب الأولمبية الصيفية 1924 بباريس، في 13 يوليو، حل سابعًا بتوقيت ساعتين و54 دقيقة و19 ثانية، بفارق 13 دقيقة عن صاحب الميدالية الذهبية، الفنلندي ألبين ستينروس، في حين أنهى الفرنسي مانهيس السباق في المرتبة الثانية عشر.
سمحت له هذه النتيجة الجيدة بالاستعداد بشكل مكثف، لكنها لم تضمن له أي دخل، لذلك اشتغل بوقرة في مصنع رونو لصناعة البراغي والمسامير للسيارات ببلدة بولون بيانكور بضواحي باريس،(4) وانضم لنادي أولمبي بيانكور الذي كان يملكه صاحب المصنع، وهي فترة سعيدة إلى حد ما حسب باتريك بيركيت. أخذه عداء المسافات الطويلة السابق لويس كورليه تحت جناحه، دون أن يعفيه من العمل في المصنع: «هذه الدورات التدريبية الطويلة تتخللها نزهات في الشجيرات أثمرت ثمارها، رأى نفسه مختارًا مرة أخرى لخوض الماراثون الأولمبي في أمستردام». في الواقع، أظهر صعودًا في القدرة في الأشهر التي سبقت الألعاب مباشرة وأظهر، كما كان الحال في عام 1924، هذه القدرة النادرة على إجراء التدريب المكثف من أجل أن يكون في أفضل حالاته في الوقت المناسب.
وهكذا، إذا كان قبل شهرين من الألعاب الأولمبية الصيفية لعام 1928، احتل المركز السادس في سباق باريس-كورباي، فقد أجرى سباقات متتابعة وفي 8 يوليو، في البطولة الفرنسية، أنهى سباق الماراثون في المركز الأول.(6) والذي جرى بين مدينتي ميزون-ألفور وميلون.
بوقت قدره ساعتان و 20 دقيقة و 3 ثوانٍ، تغلب في هذه المناسبة على النجمين الصاعدين للماراثون الفرنسي، جان جيرو (ساعتان و 21 دقيقة و 20 ثانية) وغيوم تيل (ساعتان و 25 دقيقة و 17 ثانية)، وتأهلوا مثله للألعاب المقررة بعد شهر.

### الفوز في الألعاب الأولمبيّة
في العام 1928، شارك في الماراثون، والذي تبلغ مسافته 42 كلم و195 متراً، في الألعاب الأولمبية الصيفية في أمستردام، حيث حاز على الميدالية الذهبية متخطيا خصمه مانويل بلازا من الشيلي بـ 26 ثانية. ولم يُرشّح النقاد بوقرة الوافي للتتويج بلقب سباق الماراثون، «المحللون على يقين من أن الماراثون سيكون يابانيًا، وربما فنلنديًا، لكنه بالتأكيد ليس فرنسيًا.»، كان من المقرر أن يبدأ السباق وينتهي في الملعب الأولمبي، في نهاية الطريق الذي، في معظمه، يتألف من رحلة ذهابًا وإيابًا على سدود ترابية من مختلف الأسطح (الإسفلت والحصى وأحجار الرصف، وما إلى ذلك) بهدف توجيه المياه نهر أمستل أو لتصريف الأراضي المستصلحة من البحر. وكان الطقس معتدلا مع درجة حرارة 16.1 درجة مئوية ورياح شمالية / شمالية غربية خفيفة، تقريبًا في محور المسار، والتي ساعدت في البداية المتسابقين (ريح خلفية) ولكنها كانت بعد ذلك تُجهد أجسادهم في الجزء الثاني من السباق، عندما كانوا بالفعل متعبين (رياح معاكسة). انطلق المنافسون، معظمهم من ممثلي دول أوروبا أو أمريكا الشمالية،(7) على الساعة 3:14 مساءً.

بدأ الوافي بحذر، فكان متواجداً بعد ركض مسافة 10 كيلومترات في المركز الـ20 من بين 69 مشاركاً وبفارق دقيقتين و20 ثانية عن الكوكبة المتقدمة ثم تقدم ليصبح في المرتبة السابعة في الكيلومتر الـ21 خلف يامادا الياباني وإيشيدا، والأمريكيجوي راي، والفنلنديين مارتلين ولاكسونين والكندي بريكر، ثم في المركز الثالث في الكيلومتر الـ32، وتجاوزه قبل نهاية السباق بـ5 كيلومترات كلٍّ من الأمريكي جوي راي والياباني كانيرماتسو يامادا والكندي بريكر، وانطلق منفرداً لم يلحق به أي مشارك على الرغم من الصعود المذهل للشيلي مانويل بلازا،(8) واحتل المركز الأول بمدة ساعتين و32 دقيقة و57 ثانية، متفوقاً بفارق 26 ثانية عن صاحب المركز الثاني التشيلي مانويل بلازا وبفارق أكثر من دقيقتين عن الثالث، الفنلندي مارتي مارتلين. في نهاية السباق، عاد الوافي بشكل متواضع إلى غرفة تغيير الملابس، بينما انطلق بلازا في لفة الشرف.

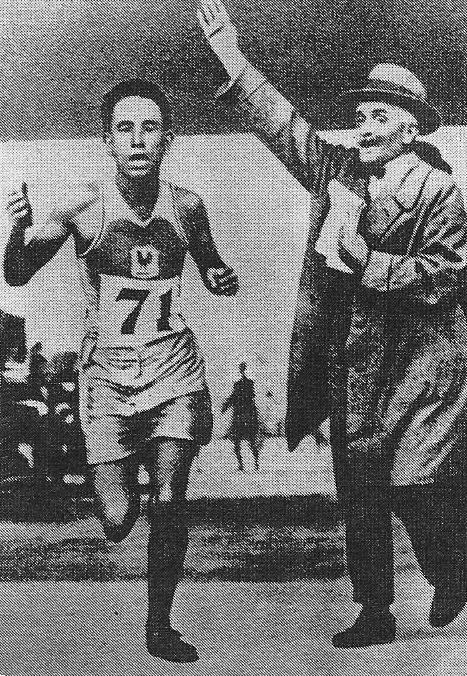
فوز بوقرة الوافي بسباق الماراثون الأولمبي عام 1928.

تفوق الوافي على كل التوقعات، وكان الممثل الوحيد لألعاب القوى الفرنسي الذي فاز بلقب في الألعاب الأولمبية التاسعة، وهو أيضًا في المنافسة الملكة، والتي كانت تُعد آنذاك الأكثر تطلبًا لحدود جسم الإنسان. حقيقة أن الفرنسي الوحيد الذي فاز ببطولة ألعاب القوى هو مواطن جزائري «نجح في إقناع عالم الرياضة المتروبيلانية بأن الإمبراطورية تمثل خزانًا للرياضيين» إمكانات كبيرة(9)، وهذا حتى لو أن هذه الاستراتيجية التي كانت مهتمة، في الأمور الرياضية، بلون العلم أكثر من لون الجلد لم تكن بالإجماع. من وجهة النظر هذه، يبدو أن الرياضة الفرنسية كانت متقدمة في استخدامها مقارنة بالمملكة المتحدة.
ومع ذلك، لا ينبغي لهذا التسامح الأكبر مع الرياضة الفرنسية أن يُخفي الصدى الصغير لانتصار الوافي والافتقار إلى التماثل الحقيقي مع صاحب الميدالية داخل المجتمع الفرنسي. يشرح المؤرخ بيير لانفرانشي ذلك جزئيًا من خلال الشعبية النسبية ألعاب القوى في فرنسا: على عكس ركوب الدراجات، لم تكن هذه الرياضة من أسس القيم الوطنية والاعتزاز. وفوق كل شيء، فاجأ فوز الوافي لدرجة أن لا أحد يعرف كيف يفسر الحدث سياسياً، بدءاً بالرياضي نفسه، على عكس ما حدث بعد ثلاثين عاماً تقريباً مع آلان ميمون.

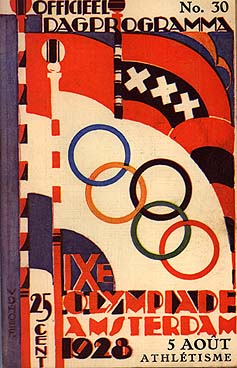
غلاف البرنامج الاولمبي 5 أغسطس 1928.

### جولة في الولايات المتحدة
رغم هذا الفوز فإنه لم يُستقبل من طرف أي مسؤول فرنسي لتهنئته وتكريمه ولم تمنح له لا مكافأة مالية ولا معنوية، فلم يتردد في قبول العرض الذي تلقاه من الولايات المتحدة بالمشاركة في سباقات خاصة بالمحترفين، وفائز بسبا
ق جرى يوم 22 أكتوبر 1928 بقاعة «ماديسون سكوار غاردن» بمدينة نيويورك، وتحصل على مبلغ 4 آلاف دولار
وبعد ذلك انضم بوقرة الوافي لفرقة سيرك أمريكية حيث شارك في سلسلة من العروض الفنية بمختلف مدن الولايات المتحدة، كما خاض سباقات غريبة لمدة 6 أشهر بين سنتي 1929 و1930، نافس خلالها رجالاً مثله بالإضافة إلى حيوانات مختلفة.

### الاعتزال والعالة
وبعد عودته إلى باريس في أواخر سنة 1930 منعه الاتحاد الفرنسي لألعاب القوى من ممارسة رياضته بسبب «احترافه بأمريكا» لأنّ قوانين اللجنة الأولمبية الفرنسية كانت تحظر تسابق الرياضيين من أجل المال. فاعتزل الرياضة بعد حين. واشترى بالمال الذي كسبه في أمريكا مقهى بباريس بالشراكة مع شخص آخر ليعتاش منه، وطوي إنجازه طي النسيان. ولكن شريكه استولى لاحقاً على كل المقهى، فأصبح الوافي دون أي مدخول مادي قبل أن يجد عملاً دهّانًا للسيارات. ولم تنتهي الأمور هنا فقد تعرض لحادث دهس من طرف حافلة نقل، سبب له عاهة مستديمة، منعته من العمل مجدداً، فعاش في بؤس وفقر مدقع إلى أن وجد الرعاية من طرف عائلة شقيقته ببلدة «ستانس» بضواحي باريس
ذكره الإعلاميون عام 1956 عندما حاز لاعب جزائري آخر هو آلان ميمون على الميدالية الذهبية، فوجدوا بوقرة في فقر مدقع. قد دعاه ميمون لحضور حفل التكريم الذي خصه به رئيس الجمهورية الفرنسية، رينيه كوتي، فساعد الرئيس الفرنسي بوقرة الوافي في إيجاد منصب شغل جديد حارسًا لأحد الملاعب الرياضية بضواحي باريس.

## مقتله
قُتل بوقرة الوافي في مقهى عام 1959 وهو في عمر الـ61، في شقة ببلدة سان دونييه، بضواحي باريس، وذلك في حادثة اختلفت حولها الكثير من الروايات، ولكن أقربها للحقيقة هي خلاف عائلي حول الميراث كان فيها ابن أخيه أحد أطرافها، انتهت بمقتل 3 أشخاص وكان من بينهم بوقرة الوافي. وقيل أن منفذو عملية القتل كانوا متطرفين من جبهة التحرير الوطني الجزائرية وقتلوه لأنه رفض أن يساندهم أو ينصاع إليهم.
تكفلت اللجنة الأولمبية الفرنسية بمراسم دفن بوقرة الوافي بمقبرة المسلمين بـبوبينييه في سان دوني.

## الإنجازات

### الإنجازات الدولية
| بتاريخ | مسابقة            | مكان     | نتائج | اختبار  | أداء                         |
| ------ | ----------------- | -------- | ----- | ------- | ---------------------------- |
| 1924   | الألعاب الأولمبية | باريس    | 7     | ماراثون | ساعتان و 54 دقيقة 19         |
| 1928   | الألعاب الأولمبية | أمستردام | الأول | ماراثون | ساعتان و 32 دقيقة و 57 ثانية |

### الإنجازات الوطنية
| بتاريخ | مسابقة           | مكان                 | نتائج | اختبار  | أداء                         |
| ------ | ---------------- | -------------------- | ----- | ------- | ---------------------------- |
| 1924   | البطولة الفرنسية | كولومب               | الأول | ماراثون | ساعتان و 50 دقيقة و 52 ثانية |
| 1928   | البطولة الفرنسية | ميزون ألفورت - ميلون | الأول | 38.5 كم | 2 س 20 د 03 ث                |

### الرقم الشخصي
| اختبار  | أداء                         | مكان     | بتاريخ       |
| ------- | ---------------------------- | -------- | ------------ |
| ماراثون | ساعتان و 32 دقيقة و 57 ثانية | أمستردام | 5 أغسطس 1928 |

## روابط خارجية
- أحمد بوقرة الوافي على موقع الاتحاد الفرنسي لألعاب القوى (الفرنسية)
- أحمد بوقرة الوافي على موقع اللجنة الأولمبية الدولية (الإنجليزية)
- أحمد بوقرة الوافي على موقع أوليمبيديا (الإنجليزية)

## الهوامش
- 1: يبقى عدم اليقين في سنة ميلاده بالضبط هل هو: 1898 أو 1899 أو 1903 (التاريخ المدوَّن على شاهد قبره).[23]
- 2: وفي أغلب الأحيان «تنسى» التواريخ الأولمبية الوافي، بسبب جنسيته الفرنسية، مما يشير إلى أن أول فائز أفريقي في الماراثون كان الإثيوبي آبيبي بيكيلا في روما عام 1960.
- 3: وفقًا لـ ستيفان غاشيه، فإن اسمه الحقيقي هو لوافي بن عبد الباقي بوقرة: الاسم الذي يشار إليه عادة باسم بوقرة الوافي سيعكس اسمه ولقبه.[24]
- 4: يقدم دافيد مارتن وروجر دبليو. جين، في كتابهما الماراثون الأولمبي، وصفًا آخر لمرحلة البلوغ المبكرة لبوقرة الوافي: يقولون إنه كان مزارعًا للتمور وحائزًا لدة 23 سنة على الرقم القياسي الجزائري في الركض لساعة وذلك بمسافة تبلغ 16.89 كم. حتى عام 1923 أو 1924 غادر الجزائر وانضم إلى الميتروبول.[25]
- 5: هنا مرة أخرى، تختلف قصة دافيد إي مارتن وروجر دبليو. جين في كتابهما الماراثون الأولمبي عن المؤلفين الآخرين: فوفقًا لهم، بعد أولمبياد باريس، عاد الوافي سريعًا إلى الجزائر للتجنيد في الجيش الفرنسي. مما دفعه للمشاركة في حرب الريف ضد عبد الكريم عام 1926؛ وكان طموحه للمشاركة في الألعاب الأولمبية مرة أخرى دافعا إلى العودة إلى فرنسا عام 1927 لاستئناف المنافسة، تحت ألوان نادي بيلانكور الأولمبي.[9]
- 6: كانت مسافة السباق في الواقع تبلغ 38.5 كم.
- 7: من بين 69 رياضيًا، كان هناك 51 من أوروبا، و 13 من أمريكا الشمالية، وثلاثة من اليابان، وشيلي واحد، وواحد من جنوب إفريقيا.[15]
- 8: في عام 1924 في باريس، التصق بلازا بالمثل خلف الوافي لكي يتجاوزه في نهاية السباق ويحتل المركز السادس في الماراثون الأولمبي. ومع ذلك، تمكن الفرنسيون من مقاومته في أمستردام.[26]
- 9: في النشرة الاستعمارية والبحرية (بالفرنسية: Dépêche coloniale et maritime)، كتب مارسيل بيرغر (بالفرنسية: Marcel Berger) بأسلوب استفزازي فريد في 19 يناير 1928: «ربما يتنفس فائز محتمل في الماراثون الأولمبي أو ماراثون باريس-بلفور في هذه الساعة في الأحراش القبايلية [...] على من يجب أن تضع فرنسا يديها بلا شك».[27]

### فهرس المراجع
1. ↑  "La nouvelle mosquée fête son premier ramadan". مؤرشف من الأصل في 2023-01-28. اطلع عليه بتاريخ 2016-08-16.
2. ↑  Yvan Gastaut و Renaud Dalmar (2 أبريل 2013). "El Ouafi ou la gloire ne dure que 42,195 kilomètres". La Fabrique de l'histoire sur France Culture. مؤرشف من الأصل في 2019-12-08. {{استشهاد ويب}}: استعمال الخط المائل أو الغليظ غير مسموح: |ناشر= (مساعدة)
3. ↑  "La France attendait Ladoumègue، Interview de Pierre Lanfranchi par Frédéric Sugnot". مؤرشف من الأصل في 2016-08-20.
4. ↑  أحــــمد بوقــرة الوافي (over-blog) نسخة محفوظة 15 أغسطس 2017 على موقع واي باك مشين.
5. ↑  Delsahut 2004، صفحة 53.
6. 1 2  Delsahut 2004، صفحة 54.
7. ↑  Martin & Gynn 2000، صفحة 141-142.
8. ↑  Dupuy 2021، صفحة 47
9. 1 2 3 4 5  Martin & Gynn 2000، صفحة 142.
10. ↑  Pierquet 1995
11. ↑  (بالفرنسية) Pierre Lagrue. Encyclopedia Universalis (المحرر). "Boughera El Ouafi". مؤرشف من الأصل في 2021-05-05. اطلع عليه بتاريخ 6 اكتوبر 2013. {{استشهاد ويب}}: تحقق من التاريخ في: |تاريخ الوصول= (مساعدة)
12. ↑  Dupuy 2021، صفحة 58
13. ↑  Kessous 2012، صفحة 40
14. ↑  Martin & Gynn 2000، صفحة 130
15. 1 2 3  Martin & Gynn 2000، صفحة 136
16. ↑  Martin & Gynn 2000، صفحة 136-137
17. ↑  Martin & Gynn 2000، صفحة 139
18. ↑  La belle victoire de El Ouafi dans le Marathon متوفر في المكتبة الوطنية الفرنسية
19. ↑  Gastaut & Dalmar 2013
20. ↑  Deville-Danthu 1997، صفحة 73.
21. ↑  "« La France attendait Ladoumègue… »". humanite.fr. 21 septembre 2012. مؤرشف من الأصل في 22 مارس 2021. اطلع عليه بتاريخ 28 juillet 2021. {{استشهاد ويب}}: تحقق من التاريخ في: |تاريخ الوصول= و|تاريخ= (مساعدة)
22. ↑  Delsahut 2004، صفحة 56-57.
23. 1 2  Sugnot 2002، صفحة 32
24. ↑  Gachet 2011، صفحة 15.
25. ↑  Martin & Gynn 2000، صفحة 141
26. ↑  Martin & Gynn 2000، صفحة 138
27. ↑  Deville-Danthu 1997، صفحة 62.

### المعلومات الكاملة للمراجع
باللغة الفرنسية
- Colin, Fabrice (2019). Le mirage El Ouafi (بالفرنسية). أناموسا.{{استشهاد بكتاب}}:  صيانة الاستشهاد: التاريخ والسنة (link)
- Debon، Nicolas (2021). Marathon. Paris: Dargaud Editions. ISBN:978-2-205-07821-3. OCLC:1263758138. مؤرشف من الأصل في 2021-08-16.
- Delsahut, Fabrice (2004). "les sportifs oubliés de l'histoire des Jeux olympiques". Les hommes libres et l'Olympe : les sportifs oubliés de l'histoire des Jeux olympiques (بالفرنسية). Paris/Budapest/Torino: دار نشر آرماتان. ISBN:2-7475-6094-5. OCLC:469256036. Archived from the original on 2021-08-15.
- Deville-Danthu, Bernadette (1997). Le sport en noir et blanc : du sport colonial au sport africain dans les anciens territoires français d'Afrique occidentale (1920-1965) [الرياضة باللونين الأبيض والأسود: من الرياضة الاستعمارية إلى الرياضة الأفريقية في الأراضي الفرنسية السابقة في غرب إفريقيا (1920-1965)] (بالفرنسية). دار نشر آرماتان. p. 543. ISBN:2-7384-4978-6. DEV. Archived from the original on 2021-08-15. {{استشهاد بكتاب}}: تجاهل المحلل الوسيط |lieu= لأنه غير معروف، ويقترح استخدام |location= (help).
- Dupuy، Gérard (20 مايو 2021). "Les finalistes des championnats de France - 1888 à 1969" (PDF). Commission de la documentation et de l'histoire. مؤرشف من الأصل (PDF) في 2023-01-27. اطلع عليه بتاريخ 2021-08-16.{{استشهاد ويب}}:  صيانة الاستشهاد: التاريخ والسنة (link)
- Gachet, Stéphane (2011). Le dictionnaire des médaillés olympiques français (بالفرنسية). Le Rheu: La Maison d'Éditions. ISBN:978-2-36026-026-3. OCLC:758550374. Archived from the original on 2017-08-07.
- Kessous، Mustapha (2012). Les 100 Histoires des Jeux olympiques. Presses universitaires de France. ISBN:978-2-13-060629-1. KES. {{استشهاد بكتاب}}: تجاهل المحلل الوسيط |collection= لأنه غير معروف (مساعدة)

- Gastaut, Yvan; Dalmar, Renaud (02 Apr 2013). "El Ouafi ou la gloire ne dure que 42,195 kilomètres". France Culture (بالفرنسية). Archived from the original on 2021-01-30. Retrieved 2021-08-16.{{استشهاد ويب}}:  صيانة الاستشهاد: التاريخ والسنة (link)
- Kessous, Mustapha (12 Dec 2018). "« El-Ouafi Boughera, le marathonien de l'histoire » : le champion olympique oublié". لو موند (بالفرنسية). Archived from the original on 2021-04-11. Retrieved 2021-08-16.
- Langenieux-Villard، Philippe (2016). La course à l'oubli : roman. [Paris]: Éditions Héloïse d'Ormesson. ISBN:978-2-35087-366-4. OCLC:953083212. مؤرشف من الأصل في 2021-08-16.
- Pierquet، Patrick (4 سبتمبر 1995). Ahmed Bouguera El Ouafi de l'Olympe à l'oubli. ليه هيومانيتيه  [لغات أخرى]‏. مؤرشف من الأصل في 2021-08-15.{{استشهاد بكتاب}}:  صيانة الاستشهاد: التاريخ والسنة (link) صيانة الاستشهاد: علامات ترقيم زائدة (link)
- Sugnot، Frédéric (21 سبتمبر 2002). À Boughéra El Ouafi, marathonien inconnu. {{استشهاد بكتاب}}: تجاهل المحلل الوسيط |موقع= (مساعدة)صيانة الاستشهاد: التاريخ والسنة (link)

باللغة الإنكليزية
- Martin, David E.; Gynn, Roger W. H. (2000). The Olympic Marathon (بالإنجليزية). Human Kinetics. p. 511. ISBN:0-88011-969-1. MAR. Archived from the original on 2016-08-26. {{استشهاد بكتاب}}: تجاهل المحلل الوسيط |lieu= لأنه غير معروف، ويقترح استخدام |location= (help)صيانة الاستشهاد: التاريخ والسنة (link).